# Планински бивол аноа
Планинският бивол аноа (Bubalus quarlesi) е вид бозайник от семейство Кухороги (Bovidae). Видът е застрашен от изчезване.

## Разпространение
Разпространен е в Индонезия (Сулавеси).

## Описание
На дължина достигат до 1,6 m, а теглото им е около 181,7 kg.
Продължителността им на живот е около 22,5 години. Популацията на вида е намаляваща.